# Agonia Records
Agonia Records è una casa discografica polacca specializzata nell'ambito del metal estremo.

## Gruppi affiliati
- Adorior
- Angst Skvadron
- Armagedda
- Beissert
- Bloodsworn
- Carbon
- Darkstorm
- Elite
- Emptiness
- Endzema
- Felgrau
- Hail Spirit Noir
- Impiety
- In Tha Umbra
- Infernal War
- Iperyt
- Kapein
- Krypt
- Lik
- Malfeitor
- Nefarium
- Nocturnal Breed
- Seeds of Hate
- Temple of Baal
- Thornspawn
- Thunderbolt
- Total Hate
- Unpure
- Urgehal
- Vidsyn
- Vulture Lord
- Witchmaster
- Zarathustra